# Озонски омотач
Озонски омотач (озонски слој или озоносфера) (грч. ozo — „миришем“ и sfaira — „лопта“) је слој у Земљиној атмосфери који садржи релативно високе концентрације озона (O3). Овај слој апсорбује 93-99% Сунчеве светлости високих фреквенција (ултравиолетна светлост), која је штетна за живи свет на Земљи. Преко 91% озона у атмосфери је присутно у овом слоју. Озонски омотач се простире у доњем слоју стратосфере од око 10 до 50 километара изнад Земље. Његова дебљина варира у зависности од локације и годишњег доба. 
Озонски омотач су 1913. открили француски физичари Шарл Фабри и Анри Бисон. Особине овог омотача први је утврдио британски метеоролог Гордон Добсон. Највећа концентрација озона запажа се на висини између 20 и 25 километара изнад Земље. 
На озонском омотачу се појављују "озонске рупе". Оне настају утицајем одрђених гасова које човек користи.  